# Редефін
Редефін (нім. Redefin) — громада в Німеччині, розташована в землі Мекленбург-Передня Померанія. Входить до складу району Людвігслуст-Пархім. Складова частина об'єднання громад Гагенов-Ланд.
Площа — 17,74 км2. Населення становить 535 ос. (станом на 31 грудня 2020).

## Галерея

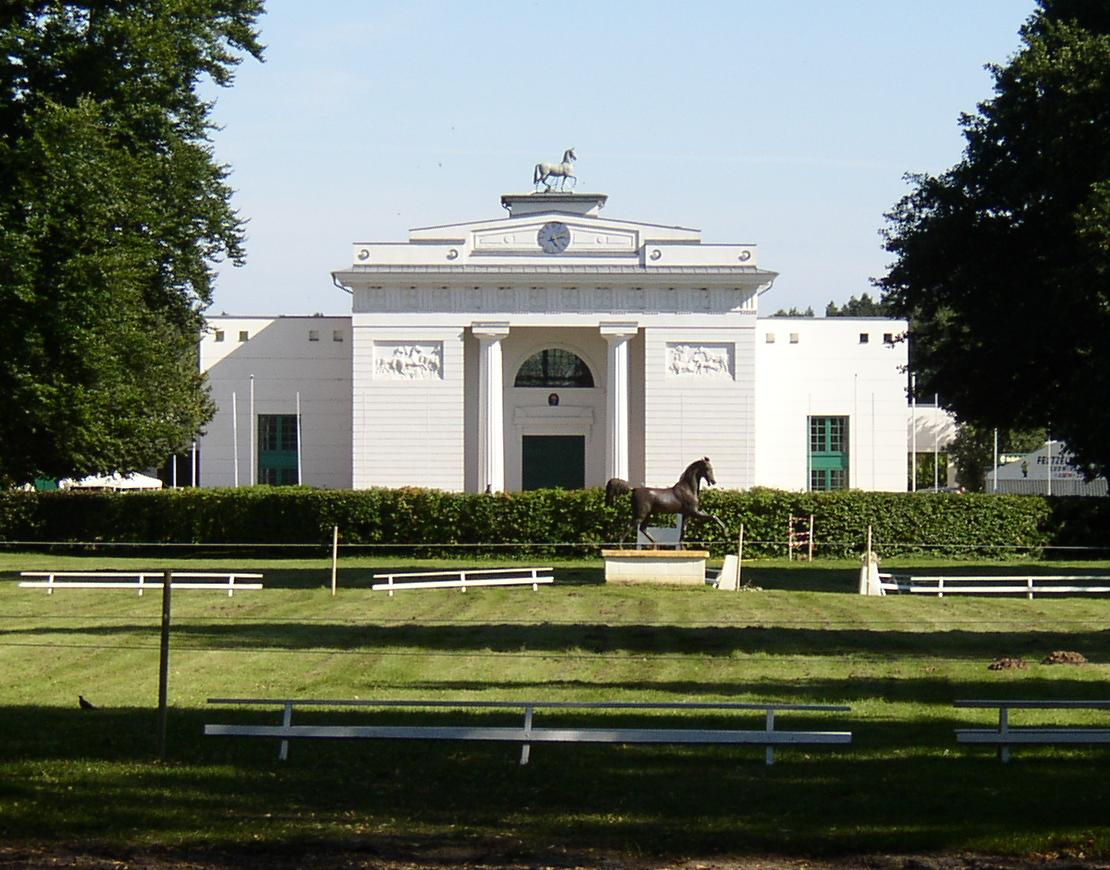
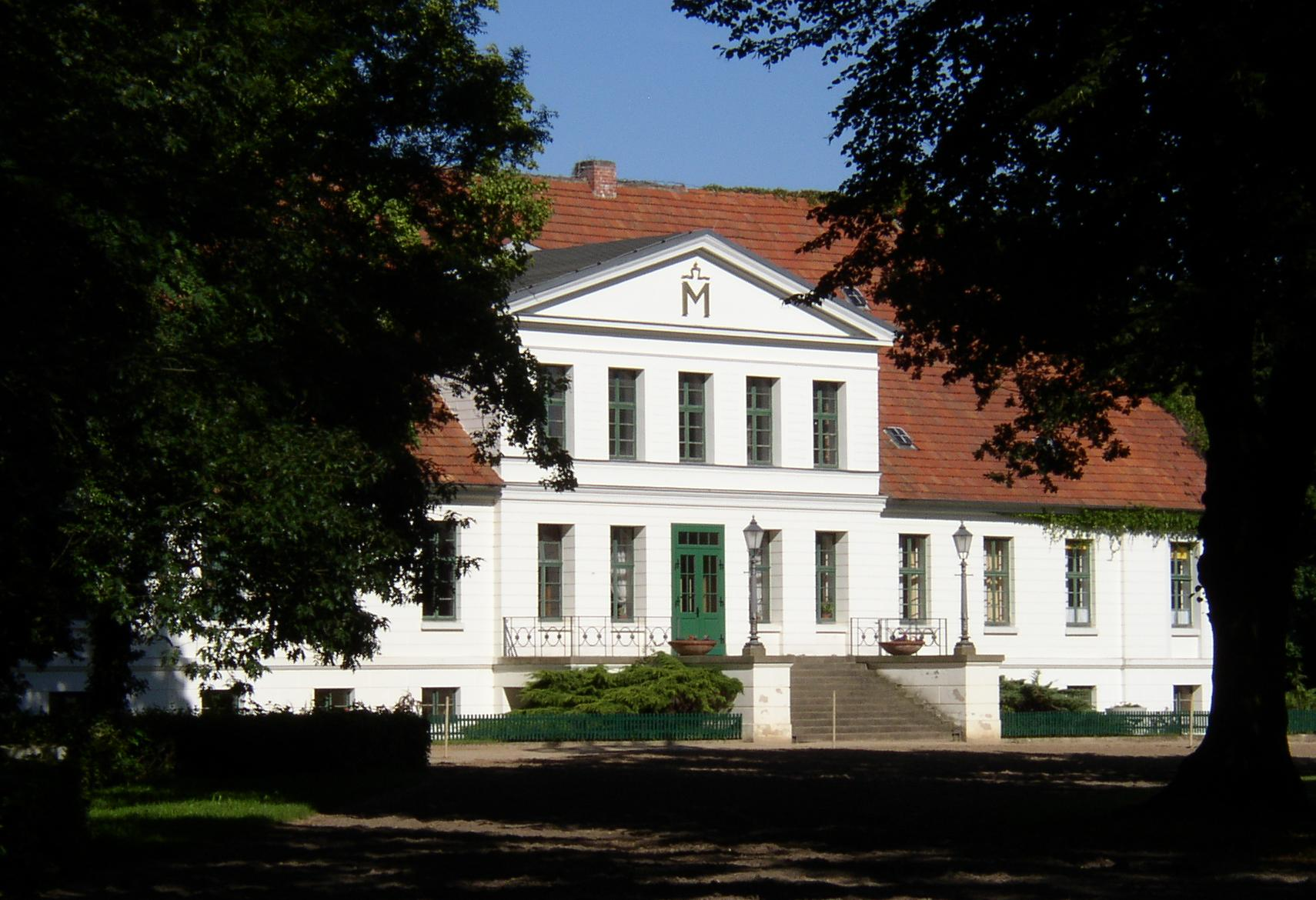
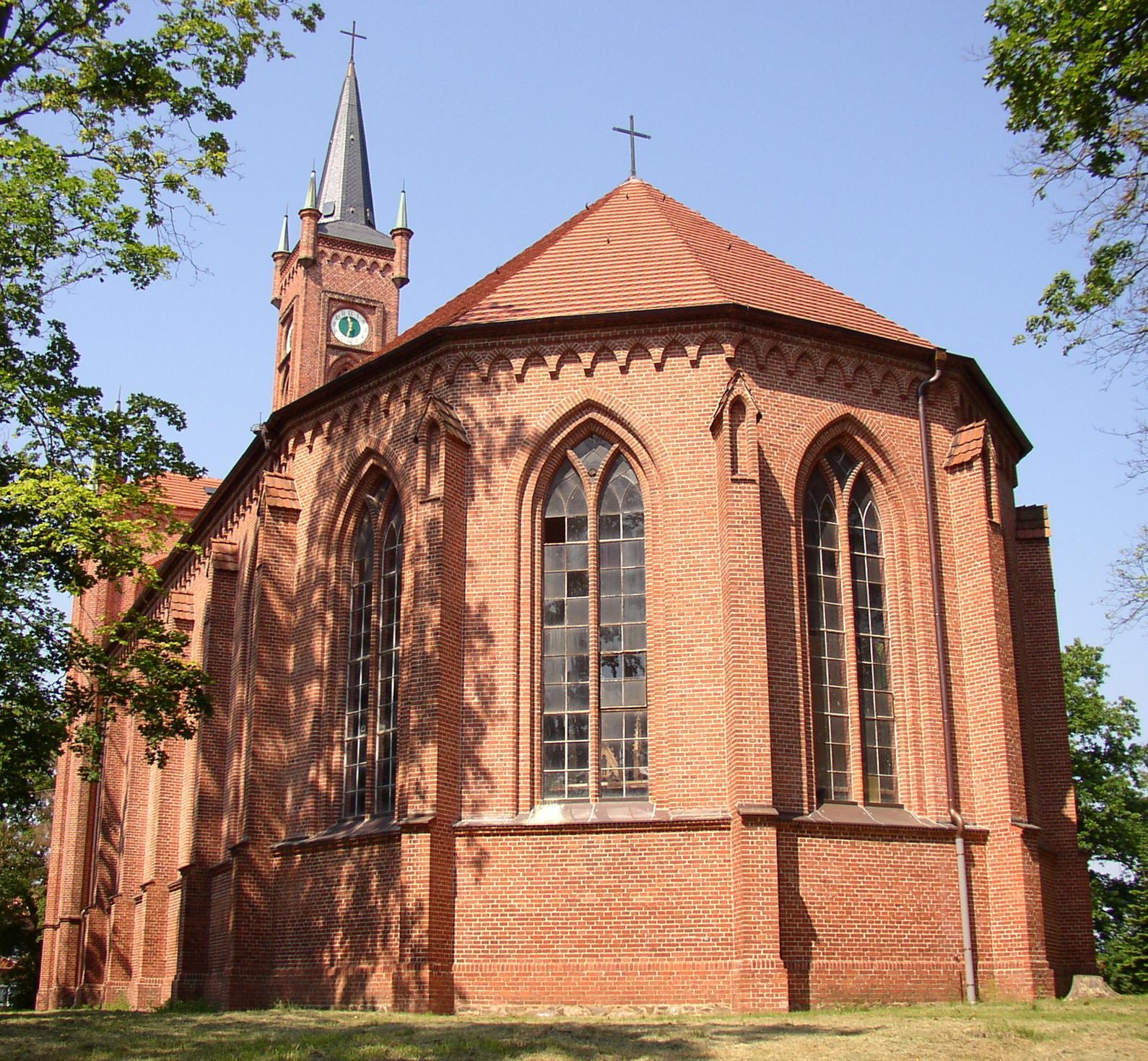
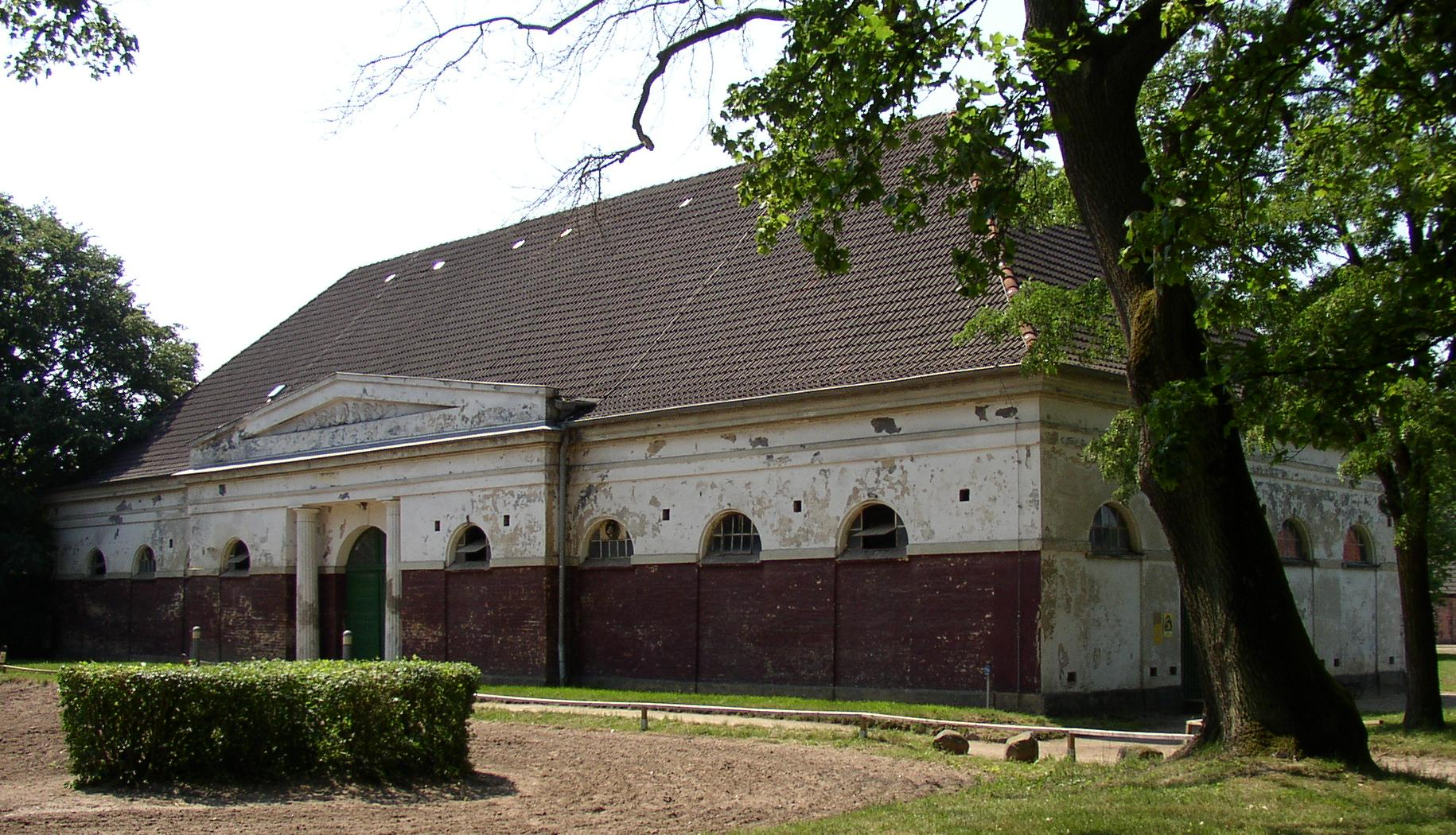